# Muzika u bihevioralnim aspektima Alchajmerove bolesti
Muzika u bihevioralnim aspektima Alchajmerove bolesti može imati dugotrajne učinke kroz grupnu muzikoterapiju na nivou uznemirenog ponašanja osoba sa Alchajmerovom bolešću, jer priroda bolesti dugotrajno utiče na emocionalno stanje, koje se nakon slušanja muzike u načelu popravlja. Iako u podrčju bihevioralnog aspekta muzika ima više kratkotrajnih pozitivnih učinaka, njen učinak je manje kumulativan i dugotrajan, pa muzikoterapiju treba primenjivati u dužem vremenskom periodu.
Ako pođemo od saznanja da biheviorizam objašnjava da u određenim uslovima usmeren proces sticanja novih oblika ponašanja i interesovanja može menjati ponašanje, u tom kontesktu muzikoterapijska  intervencija  u bihevioralnim aspektima bolesti nastoji menjati uslove i oko bolesnika želi stvoriti sigurno, stimulišuće okruženje kako bi se zadovoljile socijalne i emocionalne potrebe obolele osobe zasnovana verovatno na uznemirenom ponašanju.
Muzika može korisnicima muzikoterapije omogućiti samoizražavanje, osećaj uspeha pa čak i smisla života, a razvijanjem osećaja pripadnosti među korisnicima terapije, smanjuje se verojatnoća pojave uznemirenosti koja se smatra načinom izražavanja osećaja beznađa, očaja, frustracija, dosade ili usamljenosti.

## Opšta razmatranje
Osobe sa Alchajmerovom bolešću često imaju bihevioralne poteškoća poput razdražljivosti, sumnjičavosti, agresije, obmane, halucinacija, lutanja, besciljnog hodanja, uzrujanosti kao i problema sa spavanjem. Kad je riječ o tome što uzrokuje poteškoće u bihevioralnom aspektu Alchajmerove bolesti, Cohen-Mansfield i Martin navode mogućnost destimulirajućeg okruženja ili okruženja sa pretranim zahtevima ili zbog smanjene
mogućnosti izražavanja i zadovoljavanja potreba obolele osobe. Samo uvažavanjem fenomena starenja, u okviru koga značajno mesto ima Alchajmerove bolest i depresija, u svim aspektima politike razvoja, podsticanje integracije starijih lica u društvo, podsticanje doživotnog obrazovanja i obezbeđenje podrške porodicama sa starijim članovima, može smanjiti ili ublažiti posledice bihejvioralnih aspekta demencije.
Ove osobe zbog prirode bolesti često pokazuju niz poteškoća u ponašanju poput ponavljanih aktivnosti, ponašanja koje nisu u skladu s društvenim normama kao i agresivnog ponašanja prema sebi i drugima. Ti simptomi mogu stvoriti dodatne izazove za osobe koje brinu o obolelom, naroćito u smislu stalno potrebnog nadzora kako bi se osigurala njihova zaštita i bezbednost.
U tom smislu muzika kao sredstva boljeg kontroliranja ponašanja, pokazala se uspešna. jer su istraživanja utvrdila kako muzika može značajno olakšati poteškoće sa spavanjem osoba sa Alchajmerove bolesti, kao alternativa umesto sedativa i ostalih hipnotičkih lekova. Takođe drugi istarživači su došli  do saznanja da su pacijenti učešćem u nizu muzičkih aktivnosti (pevanju, sviranju instrumenata, plesanju uz muziku, improvizacijama i igrama) bili znatno smireniji tokom i nakon muzikoterapije. Konkretno, bilo je manje besciljnog hodanja po sobi, nemogućnosti sedenja ili ležanja na jednom mestu, brzog govora, psihomotornih aktivnosti, plakanja itd.

## Fiziokoške osnove primene muzike u bihevioralnim aspektima bolesti
Terapija muzikom prikladna je za primenu unutar gerijatrijske populacije, a osobito u radu s osobama obolelim od Alzheimerove bolesti jer utiče na razne aspekte bolesti  (kognitivne, komunikacijske, psihosocijalne, emocionalne i bihevioralne) kao sredstvo kontakta i komunikacije, osnaživanja identiteta, samoizražavanja i socijalne aktivnosti.
Starijim osobama se naročito lako može obratiti muzikom, a činjenica da su moždana područja zadužena za obradu muzičkog materijala među poslednjima na „meti“
od moždanog propadanja i relativno očuvana i u kasnijim fazama bolesti, muzika primenjena kao terapija daje status jedinstvenog pristupa u dolaženju do „uskladištenog“ znanja i sjećanja koja upravljaju određenim ponašanjima i posebnog načina uspostavljanja osećaja blagostanja i održavanja kvalitete života.
U kontekstu rastućeg fenomena „starenja stanovništva“ i sve većeg broja osoba obolelih od Alzheimerove bolesti prirodno je da se istražuju brojne mogućnosti rada i nefarmakološke rehabilitacije pacijenata sa bihevioralnim poteškoćama poput razdražljivosti, sumnjičavosti, agresije, obmane, halucinacija, lutanja, besciljnog hodanja, uzrujanosti kao i problema sa spavanjem.

## Izbor muzike
Ciljano odabrana omiljena muzika stvara pozitivne emocije poput radosti, užitka i optimizma, što je od velikog značenja za osobe са Alchajmerovом bolesti, jer su ove osob čestе melanholične, depresivne ili emocionalno introvertirane. Osim toga, često su još prisutni poremećaji pažnje, oslabljeno pamćenje, slaba vremenska i prostorna orijentacija, kao i otežana komunikacija zbog oslabljenog sluha. 
Dokazano je da se, upravo se izboorom ritmičke muzike može stimulisati osećaj za vreme i prostorne odnose, a pevanjem vežbati pamćenje. Ritam sam po sebi ima vrlo značajnu koordinirajuću ulogu u području ljudske kongnicije i svesnosti dok melodija ima određenu vremensku strukturu tako da ritam olakšava prepoznavanje muzičkog intervala i njegovu integraciju u kognitivnom smislu.

Prema tome, muzika može imati funkciju katalizatora u smislu vežbanja i održavanja raznih drugih uporednih nemuzičkih kognitivnih procesa. Baš kao što su misli, osećaji i volja osnovni elementi koji čine čoveka, muzika  deluje melodijom, harmonijom i ritmom. Grieder objašnjava 
...kako se navedeni ljudski i muzički elementi međusobno podudaraju, a upravo na temelju tog međuodnosa, muzikoterapeuti razvijaju programe intervencija za grupe ili pojedince.

## Literatura
- Breitenfeld D, Bergovec M, Lucijanić M, Pavić J, Miletić J, Buljan D. „Medicine and music in Croatia”. Alcoholism. 47: 57—61. 2011..
- Degmečić D, Požgain I, Filaković P. „Music as therapy”. Irasm. 36: 287—300. 2005..
- Breitenfeld D, Majsec Vrbanić V. Muzikoterapija: pomozimo si glazbom. Zagreb: Music play, 2011.

## Spoljašnje veze
|  | Molimo Vas, obratite pažnju na važno upozorenje u vezi sa temama iz oblasti medicine (zdravlja). |